# Saint-Pierre-du-Mesnil
Saint-Pierre-du-Mesnil és un municipi francès situat al departament de l'Eure i a la regió de Normandia. L'any 2007 tenia 102 habitants.

## Demografia

### Població
El 2007 la població de fet de Saint-Pierre-du-Mesnil era de 102 persones. Hi havia 44 famílies de les quals 8 eren unipersonals (8 dones vivint soles i 8 dones vivint soles), 24 parelles sense fills i 12 parelles amb fills.
La població ha evolucionat segons el següent gràfic:
Habitants censats

### Habitatges
El 2007 hi havia 60 habitatges, 42 eren l'habitatge principal de la família, 16 eren segones residències i 1 estava desocupat. 58 eren cases i 2 eren apartaments. Dels 42 habitatges principals, 30 estaven ocupats pels seus propietaris, 11 estaven llogats i ocupats pels llogaters i 1 estava cedit a títol gratuït; 1 tenia dues cambres, 6 en tenien tres, 16 en tenien quatre i 20 en tenien cinc o més. 38 habitatges disposaven pel capbaix d'una plaça de pàrquing. A 20 habitatges hi havia un automòbil i a 21 n'hi havia dos o més.

### Piràmide de població
La piràmide de població per edats i sexe el 2009 era:
| Homes | Edats   | Dones |
| ----- | ------- | ----- |
| 0     | 95 o +  | 0     |
| 0     | 90 a 94 | 0     |
| 0     | 85 a 89 | 0     |
| 0     | 80 a 84 | 0     |
| 4     | 75 a 79 | 4     |
| 0     | 70 a 74 | 0     |
| 0     | 65 a 69 | 8     |
| 12    | 60 a 64 | 0     |
| 4     | 55 a 59 | 4     |
| 0     | 50 a 54 | 0     |
| 0     | 45 a 49 | 0     |
| 4     | 40 a 44 | 4     |
| 0     | 35 a 39 | 4     |
| 8     | 30 a 34 | 0     |
| 0     | 25 a 29 | 0     |
| 4     | 20 a 24 | 4     |
| 4     | 15 a 19 | 4     |
| 0     | 10 a 14 | 4     |
| 0     | 5 a 9   | 4     |
| 4     | 0 a 4   | 0     |

## Economia
El 2007 la població en edat de treballar era de 68 persones, 46 eren actives i 22 eren inactives. De les 46 persones actives 43 estaven ocupades (19 homes i 24 dones) i 3 estaven aturades (1 home i 2 dones). De les 22 persones inactives 10 estaven jubilades, 7 estaven estudiant i 5 estaven classificades com a «altres inactius».
Activitats econòmiques
Dels 4 establiments que hi havia el 2007, 1 era d'una empresa de construcció, 1 d'una empresa de comerç i reparació d'automòbils, 1 d'una empresa de transport i 1 d'una empresa d'hostatgeria i restauració.
L'any 2000 a Saint-Pierre-du-Mesnil hi havia 13 explotacions agrícoles que ocupaven un total de 465 hectàrees.

## Poblacions més properes
El següent diagrama mostra les poblacions més properes.